# American Enterprise Institute

Logo der American Enterprise Institute

Das American Enterprise Institute for Public Policy Research (AEI) ist ein konservativer US-amerikanischer Think Tank in Washington, D.C.
Die Publikationen des AEI decken ein breites Themenspektrum ab, das vor allem die Themen Wirtschaft, soziale Sicherheit und Außenpolitik betrifft. Das Institut veröffentlicht pro Jahr zahlreiche Bücher, Artikel und Reports, es organisiert Tagungen und Veranstaltungen und gibt eine eigene politische Zeitschrift heraus (The American Enterprise). Es betreibt Klimawandelleugnung.

## Geschichte
Das AEI wurde im Jahre 1943 von Unternehmern um Lewis H. Brown gegründet. Hauptziel war die Verhinderung staatlicher Eingriffe in die Wirtschaft im Zuge des Zweiten Weltkriegs. Der damals vorherrschenden New-Deal-Programmatik sollte eine marktliberale Idee entgegengesetzt werden. Dies verband sich mit einem ausgeprägten Antikommunismus der Gründerväter und deren Befürwortung einer militärischen Konfliktregulierung.
Den politischen Durchbruch brachte eine strategische Allianz, die das Institut unter Nixon und Ford mit der sog. neokonservativen Bewegung einging. Das AEI entwickelte sich in dieser Zeit zu einer der führenden Denkfabriken in den USA. Seit Mitte der 1970er Jahre gewann das Institut wichtige Vertreter des Neokonservatismus für sich, vor allem Irving Kristol und Richard Perle. Die persönlichen Beziehungen zur Regierung wurden auch durch die Institutspräsidentschaft Christopher deMuths ausgedrückt, eines ehemaligen persönlichen Assistenten des republikanischen Präsidenten Nixon und Beraters Ronald Reagans.
Unter George W. Bush galten Mitglieder des AEI als „Architekten“ der militärischen US-Außenpolitik, insbesondere des Irak-Kriegs. Zu den neokonservativen Falken vom AEI den Strategen des Unilateralismus und militärischen Alleingangs unter George W. Bush zählen Dick Cheney, Donald Rumsfeld, Richard Perle und Paul Wolfowitz.
Die niederländische Islamkritikerin Ayaan Hirsi Ali trat, nachdem sie die Niederlande 2006 verließ, eine Position beim AEI an und war dort resident fellow.
Ab Juli 2007 war Paul Wolfowitz Gastwissenschaftler im AEI, nachdem er wegen Korruptionsvorwürfen als Chef der Weltbank zurücktreten musste.
Nach der Weltwirtschaftskrise ab 2007 spielte das AEI eine Schlüsselrolle bei der von vielen konservativen Think Tanks betriebenen revisionistischen Umdeutungsversuche, dass die Weltwirtschaftskrise tatsächlich nicht von zu wenig staatlicher Regulierung, sondern zu viel Staatseinfluss verursacht worden sei.

## Organisation
Das AEI finanziert sich durch Spenden von Privatpersonen, Konzernen und Stiftungen. Es verfügt über fünfzig sogenannte Fellows, die fest am AEI arbeiten. Bei diesen Fellows handelt es sich u. a. um Ökonomen, Rechtswissenschaftler und Politologen, darunter auch zahlreiche Vordenker des Neokonservatismus in den USA, wie Richard Perle, Lynne Cheney und Irving Kristol (1920–2009). Diese neokonservativen Strategen verfügten über enge Verbindungen zur US-Regierung. Ihnen wurde daher ein prägender Einfluss auf die US-Politik, vor allem in außenpolitischen Fragen, nachgesagt. Das galt nicht nur für die Präsidenten Nixon und Reagan, sondern auch für George W. Bush.

## Positionen und Wirken
Anliegen des AEI sind ein schlanker Staat, freies Unternehmertum, Deregulierung, nationale Verteidigung, starke Außenpolitik und die Verteidigung kultureller Werte.
Das American Enterprise Institut zählt zu denjenigen Think Tanks, die aktiv an der Klimawandelleugnung beteiligt sind. Das AEI erhielt im Zeitraum 2003 bis ca. 2013 mindestens 86,7 Millionen US-Dollar von konservativen Stiftungen, die sich gegen Klimaschutzmaßnahmen einsetzen; auch ExxonMobil spendete Beträge in Millionenhöhe an das AEI. Unter anderem bot das AEI Forschern 10.000 US-Dollar für Artikel an, die die Ergebnisse des 2007 erschienenen Vierten Sachstandsbericht des IPCC in Frage stellen.
Das AEI stellte sich vielfach an die Seite der Tabakindustrie. Unter anderem argumentierte es, dass Wissenschaftler sich von der Tabakindustrie finanzieren lassen sollten, dass Steuererhöhungen auf Zigaretten organisiertes Verbrechen und Terrorismus finanzieren würden und dass Zigarettensteuern zu Schmuggel führen würden. Zudem setzte es sich bei der Food and Drug Administration für ein von Philip Morris International auf den Markt gebrachtes Produkt für erhitzten Tabak ein. Mindestens zwischen 2011 und 2017 erhielt das AEI jedes Jahr Spenden von der Altria Group, der Muttergesellschaft von Philip Morris.

## Personen
- Ayaan Hirsi Ali
- Lynne Cheney, Ehefrau des ehemaligen US-Vizepräsident Dick Cheney
- Gerald Ford
- Michael Fumento
- David Frum, Kolumnist, im März 2010 nach einer Kontroverse um die Gesundheitsreform entlassen
- Newt Gingrich
- Jeane Kirkpatrick
- Irving Kristol
- William Kristol
- Matthias Küntzel
- Michael Ledeen, involviert in die  Iran-Contra-Affäre
- John Lott, Jr.
- Michael Novak
- Richard Perle
- Lee Raymond, ehemaliger CEO von ExxonMobil
- Bill Schneider, politischer Berichterstatter bei CNN
- Radosław Sikorski
- Christina Hoff Sommers
- Fred Thompson
- Paul Wolfowitz